# Раджейов
Раджейов или Раджѐюв (на полски: Radziejów) е град в Централна Полша, Куявско-Поморско войводство. Административен център е на Раджейовски окръг, както и на селската Раджейовска община, без да е част от нея. Самият град е обособен в самостоятелна градска община с площ 5,69 км2.